# Gnadochaeta harpi
Gnadochaeta harpi là một loài ruồi trong họ Tachinidae.